# Assam
Assam és un estat del nord-est de l'Índia. La capital n'és Dispur. El forma principalment la vall del Brahmaputra.

## Divisió administrativa
Els nou districtes existents amb els britànics (Sylhet va passar al Pakistan el 1947) es van incrementar a 10 després de 1970 amb la creació de Dibrugarh, separat de Lakhimpur. En els següents anys es van crear nous districtes; aquestes divisions administratives estan governades per jila-parishads (o panchayat de districte), i les àrees rurals i ciutats i viles per panchayats. Un total de 26.247 pobles són administrats per 2.489 panchayats. Els darrers districtes es van crear el 2001 (Baksa, Chirag, Udalguri i Kamrup Metropolità, passant la resta de Kamrup a ser anomenat Kamprup Rural). Assam està dividit actualment (2009) en 27 districtes (vegeu Districtes d'Assam):

Districtes; el 22 és el de Sibsagar i el de Tinsukia és el 23; els 4 districtes creats després de 2001 no apareixen

- Baksa
- Barpeta
- Bongaigaon
- Cachar
- Chirang
- Darrang
- Dhemaji
- Dhubri
- Dibrugarh
- Goalpara
- Golaghat
- Jorhat
- Hailakandi
- Kamrup Metropolità
- Kamrup Rural
- Karbi Anglong
- Karimganj
- Kokrajhar
- Lakhimpur
- Marigaon o Morigaon
- Nagaon
- Nalbari
- North Cachar Hills
- Odalguri o Udalguri
- Sibsagar
- Sonitpur
- Tinsukia

### Territoris i districtes autònoms
- Bodoland Territorial Council
- Karbi-Anglong Autonomous Council
- North Cachar Hills Autonomous Council
- Tiwa Autonomous Council
- Rabha Autonomous Council
- Mising Autonomous Council
- Deori Autonomous Council
- Sonowal Kachari Autonomous Council
- Thengal Kachari Autonomous Council

## Moviments armats[1]
- Front Unit d'Alliberament d'Assam (United Liberationb Front of Asom, ULFA), de l'ètnia dels assamesos (independentistes).
- Front Nacional Democràtic de Bodoland (Boroland National Democratic Front, BNDF), de l'ètnia dels bodo
- Front d'Alliberament dels Tigres de Bodoland (Bodoland Liberation Tigers Front, BLTF), de l'ètnia dels bodo
- Front Nacional Revolucionari Tiwa (Tiwa National Revolutionary Front, també Tiwa National Revolutionary Force, TNRF que podria ser la branca militar o el seu nom anterior), de l'ètnia lalung.
- Força dels Tigres Gurkhes (Gorkha Tiger Force, GTF), de l'ètnia gurkha
- Dima Halam Daogah (DHD), de l'ètnia dimasa
- Front d'Alliberament Nacional Bru (Bru National Liberation Front, BNLF), de l'ètnia reang o bru.
- Força dels Tigres bengalís (Bengali Tiger Force, BTF), de la minoria bengalina.
- Força de Seguretat Rabha (Rabha Security Force, RSF), de l'ètnia rabha
- United People's Democratic Solidarity (UPDS), de l'ètnia karbi
- Front Unit d'Alliberament de la Vall de Barak (United Liberation Front of Barak Valley, ULFBV, abans Barak Valley Youth Liberation Front, BVYLF), de les tribus dels districtes de Karimganj i Hailakandi.
- Organització d'Alliberament de Kamtapur (Kamtapur Liberation Organization, KLO), per les tribus koch-rajbongshi
- Força de Seguretat Adivasi (Adivasi Security Force, ASF) del grup social adivasi
- All Assam Adivasi Suraksha Samiti (AAASS), del grup social adivasi
- Bircha Commando Force (BCF) del grup social adivasi
- Adivasi Cobra Force (ACF) Adivasi Cobra Force
- Unió Musulmana d'Alliberament dels Tigres d'Assam (Muslim United Liberation Tigers of Assam (MULTA), de la minoria musulmana d'Assam
- Front Unit Musulmà d'Alliberament d'Assam (Muslim United Liberation Front of Assam, MULFA), de la minoria musulmana d'Assam
- Consell de Seguretat Musulmà d'Assam (Muslim Security Council of Assam, MSCA), de la minoria musulmana d'Assam
- Milícia Unida d'Alliberament d'Assam (United Liberation Militia of Assam, ULMA), de la minoria musulmana d'Assam
- Exèrcit Islàmic d'Alliberament d'Assam (Islamic Liberation Army of Assam, ILAA), de la minoria musulmana d'Assam.
- Força de Voluntaris Musulmans d'Assam (Muslim Volunteer Force, MVF), de la minoria musulmana d'Assam
- Exèrcit d'Alliberament Musulmà d'Assam (Muslim Liberation Army, MLA), de la minoria musulmana d'Assam
- Força de Seguretat Musulmana (Muslim Security Force, MSF), de la minoria musulmana d'Assam
- Islamic Sevak Sangh (ISS) de la minoria musulmana d'Assam
- Islamic United Reformation Protest of India (IURPI)
- Front Unit Musulmà d'Alliberament d'Assam (United Muslim Liberation Front of Assam, UMLFA) de la minoria musulmana d'Assam
- Comandos Revolucionaris Musulmans (Revolutionary Muslim Commandos, RMC)
- Força dels Tigres Musulmans (Muslim Tiger Force, MTF)
- Front Popular Unit d'Alliberament d'Assam (People's United Liberation Front, PULF) de la minoria musulmana d'Assam (actua principalment a Manipur sota el nom de Front Popular Unit d'Alliberament)
- Harkat ul-Mujahideen de la minoria musulmana índia
- Harkat-ul-Jehad de la minoria musulmana índia
- Adam Sena (AS)

## Història

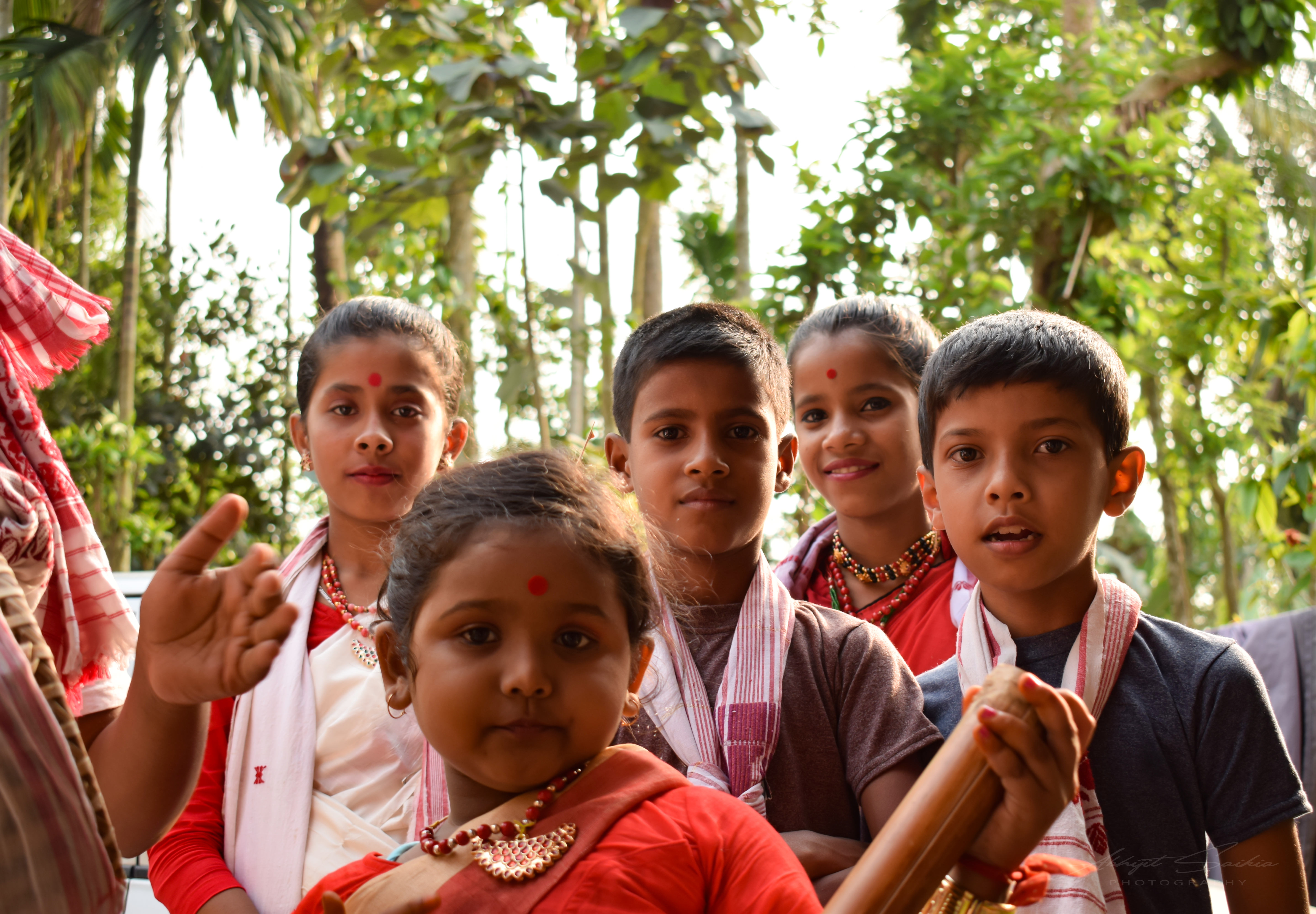
Un grup de "Husori" amb motiu de l'assamà Bohag Bihu al seu tradicional vestit.

Fins al segle XIII formà el regne de Kamrup després dividits en petits principats que foren dominats pels ahom com estat dominant a la regió. Ahom va ser ocupat pels birmans el 1819 però aquestos foren derrotats a la guerra pels britànics i van cedir el territori. Fou part de la presidència de Bengala fins al 1874 i després província separada del 1874 al 1905, retornant a Bengala i altre cop província el 1919. El 1947 la major part va quedar dins l'Índia. L'estat es va reduir per reclamacions ètniques i es van formar nous estats: Nagaland el 1963, Meghalaya, Manipur i Tripura el 1972, i Arunachal Pradesh (abans North East Frontier Agency-NEFA com a territori des del 1972) i Mizoram (territori des del 1972) el 1987. La capital de l'estat Shillong va quedar dins de Meghalaya i el 1973 fou traslladada a Dispur, prop de Gawhati (Guwahati). Diversos grups van iniciar la lluita armada uns per aconseguir la independència d'Assam, altres per crear estats propis de les seves ètnies, i altres defensant als emigrants bengalís. La lluita més coneguda és la dels bodos.

## Governadors britànics

### Comandants britànics
- 1824 George McMorine
- 1824 - 1826 Arthur Richards

### Agents polítics
- 1826 - 1828 David Scott

### Comissionats
- 1828 - 1831 David Scott (abans agent polític)
- 1831 - 1834 Thomas Campbell Robertson
- 1834 - 1861 Francis Jenkins
- 1861 - 1874 Henry Hopkinson

### Caps comissionats
- 1874 - 1878 Richard Harte Keatinge
- 1878 - 1881 Stewart Colvin Bayley
- 1881 - 1885 Charles Alfred Elliott
- 1885 - 1887 William Erskine Ward
- 1887 - 1889 Dennis Fitzpatrick
- 1889 - 1891 James Wallace Quinton
- 1891 - 1896 William Erskine Ward (segona vegada)
- 1896 - 1902 Henry John Stedman Cotton
- 1902 - 1905 Joseph Bampfylde Fuller

### Tinents governadors de Bengala Oriental i Assam
- 1905 - 1906 Joseph Bampfylde Fuller
- 1906 - 1911 Lancelot Hare
- 1911 - 1912 Charles Stuart Bayley

### Caps commissionats
- 1912 - 1918 Archdale Earle
- 1918 - 1921 Sir Nicholas Dodd Beatson Bell

### Governadors
- 1921 Sir Nicholas Dodd Beatson Bell (abans cap comissionat)
- 1921 - 1922 Sir William Sinclair Marris
- 1922 - 1927 Sir John Henry Kerr
- 1927 - 1932 Sir Egbert Laurie Lucas Hammond
- 1932 - 1937 Sir Michael Keane
- 1937 - 1942 Robert Neil Reid
- 1942 - 1947 Sir Andrew Gourlay Clow
- 1947 - 1948 Sir Muhammad Salid Akbar Hydari (fins a 15 d'agost de 1947 sota autoritat britànica)
- 1948 - 1949 Sir Ronald Francis Lodge (interi)
- 1949 - 1950 Sri Prakasa
- 1950 - 1956 Jairamdas Daulatram
- 1956 - 1959 Sir Saiyid Fazl Ali
- 1959 - 1959 Chandreswar Prasad
- 1959 - 1960 Satyavant Mallannah Srinagesh
- 1960 - 1961 Vishnu Sahay
- 1961 - 1962 Satyavant Mallannah Srinagesh (segona vegada)
- 1962 - 1968 Vishnu Sahay (segona vegada)
- 1968 - 1973 Braj Kumar Nehru
- 1973 - 1981 Lallan Prasad Singh
- 1981 - 1984 Prakash Chandra Mehrotra
- 1984 - 1985 Triveni Sahai Misra
- 1985 - 1989 Bhishma Narain Singh
- 1989 1989 Harideo Joshi
- 1989 - 1990 Anisetti Roghuvir
- 1990 - 1991 D.D. Thakur
- 1991 - 1997 Loknath Mishra
- 1997 - 2003 S.K. Sinha
- 2003 Arvind Dave
- 2003 - 2008 Ajai Singh
- 2008 - 2009 Shiv Charan Mathur
- 2009 K. Sankaranarayanan
- 2009 Syed Sibtey Razi
- 2009 - Janaki Ballabh Patnaik

### Administració japonesa
- 1944 Mutaguchi Renya (comandant militar japonès, març a juliol)
- 1944 aC. Chatterjee (pel govern provisional de l'Índia Lliure, març a juliol)

### Ministres en cap
- 1937 - 1938 Maulavi Saiyid Sir Muhammad Saadulla (Lliga Musulmana)
- 1938 - 1939 Gopinath Bordoloi (Partit del Congrés)
- 1939 - 1941 Maulavi Saiyid Sir Muhammad Saadulla (segona vegada)
- 1941 - 1942 Administració pel governador
- 1942 - 1946 Maulavi Saiyid Sir Muhammad Saadulla (tercera vegada)
- 1946 - 1950 Srijut Gopinath Bordoloi (segona vegada) (a l'Índia independent des de 1950) (partit del Congrés)
- 1950 - 1957 Bishnuram Medhi (partit del Congrés)
- 1957 - 1970 Bimali Prasad Chaliha (partit del Congrés)
- 1970 - 1972 Mahendra Mohan Choudhury (partit del Congrés)
- 1972 - 1978 Sarat Chandra Sinha (partit del Congrés)
- 1978 - 1979 Golap Borbora (Janata Parishad)
- 1979 Jogendra Nath Hazarika (Janata Parishad)
- 1979 - 1980 Govern presidencial
- 1980 - 1981 Sra. Anwara Taimur (partit del Congrés)
- 1981 - 1982 Govern presidencial
- 1982 - 1982 Keshav Chandra Gogoi (partit del Congrés)
- 1983 - 1985 Hiteshwar Saikia (partit del Congrés)
- 1985 - 1990 Prafulla Kumar Mahanta (Asom Gana Parishad, Associació Popular d'Assam, regionalista)
- 1990 - 1991 Govern presidencial
- 1991 - 1996 Hiteshwar Saikia (segona vegada, partit del Congrés)
- 1996 Bhumidhar Barman (partit del Congrés)
- 1996 - 2001 Prafulla Kumar Mahanta (segona vegada, Asom Gana Parishad, Associació Popular d'Assam, regionalista)

18 May 2001 - Tarun Gogoi (partit del Congrés)